# Firestone
För andra betydelser, se Firestone (olika betydelser).

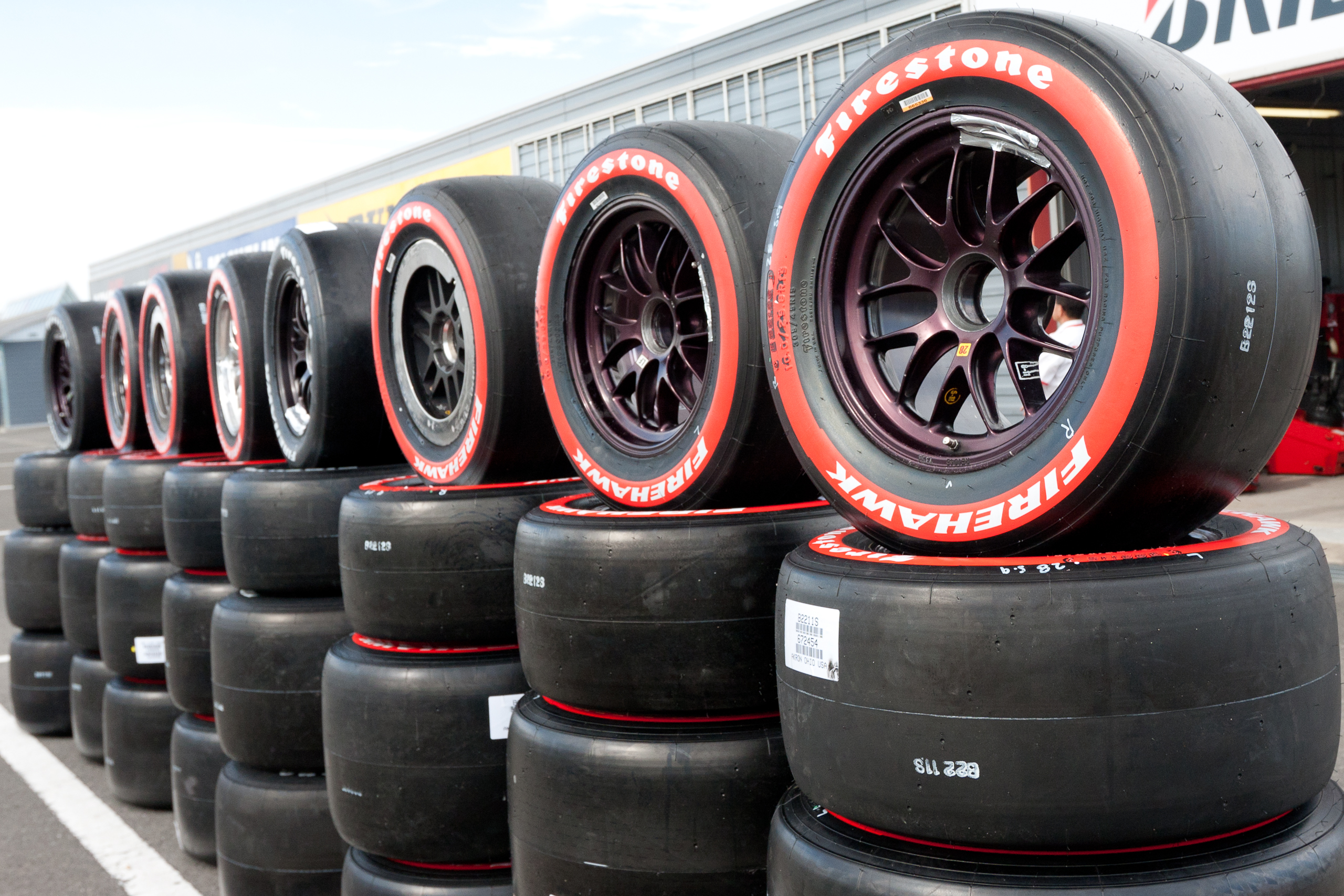
Firestonedäck

Firestone Tire & Rubber Company, är en amerikansk tillverkare av däck. De tillverkar bland annat däck till Indycar Series men har även tillverkat däck till Formel 1 och Nascar. Firestone grundades av Harvey Firestone i Akron, Ohio 1900 och ingår idag i Bridgestone. 
1945 skrevs istället ett samarbetsavtal mellan Viskafors gummifabrik och Firestone. Firestone köpte 1960 Viskafors gummifabrik och bolaget fick namnet Firestone-Viskafors AB. 
År 1969 öppnades vad som kallades Europas modernaste däckfabrik i Borås, vilken var extremt miljövänlig med dubbla rökfilter, slutet vattensystem och dammfria fabrikslokaler. Den invigdes av Firestone-koncemens chef Raymond C Firestone och Gösta Osterman.
Förutom personbilsdäck tillverkades lastbils-, entreprenad- och traktordäck. Utvecklingen blev dock inte så positiv som man hoppats och fabriken lades ner på 1980-talet.